# Теорія електричних кіл

Просте електричне коло, що складається з двох контурів і наступних елементів: 2 джерел напруги і 4 резисторів.

Електричне коло, в електротехніці чи електроніці, є сукупністю взаємопов'язаних складників (компонентів), де забезпечено зворотний шлях для струму. У галузі електротехніки, дослідження електричних кіл, полягає в обчисленні всіх струмів і напруг електричного кола з відомих значень складових елементів, а також заданих величин джерел напруги. Вручну і за допомогою аналітичних методів, з доцільними зусиллями, можна досліджувати лише лінійні системи. Натомість, комп'ютерне моделювання схем чи електричних кіл ґрунтується, насамперед, на ітераційних методах апроксимації та вимагає великої кількості обчислювальних кроків, але також може потребувати дій з нелінійними елементами.

## Основи
В електричному колі, співвідношення між усіма виниклими струмами або всіма наявними напругами
визначаються правилами Кірхгофа, названими на честь німецького фізика Густава Роберта Кірхгофа. Взаємний зв'язок між струмом і напругою розкривається законом Ома.
Часто «коло» і «мережа» використовуються як взаємозамінні, але багато аналітиків застосовують «коло» для позначення взірцевої моделі, що складається зі зразкових елементів.
Дуже корисний спосіб дослідження електричних кіл, полягає у спрощенні схеми завдяки зменшенню кількості її елементів. Це можна зробити шляхом заміни наявних компонентів іншими, набагато простішими складниками, які дають той самий ефект.
Елементи електричного кола, це спрощені пристрої з двома або більше затискачами, всі електромагнітні процеси в яких з достатньою для практики точністю, можуть бути визначені за допомогою двох показників: струму та напруги.
Певний метод може безпосередньо зменшити кількість складників, наприклад, шляхом об'єднання послідовних резисторів в один. З іншого боку, можна просто змінити спосіб увімкнення елемента, щоби згодом спростити схему. Наприклад, джерело напруги може бути перетворене на джерело струму з використанням теореми Нортона, тож внутрішній опір джерела потім може бути об'єднано з резисторами паралельно колу.

Гілка 1

Елементи бувають: лінійні та нелінійні, пасивні й активні, стаціонарні та нестаціонарні, безперервні і дискретні, з зосередженими та розподіленими параметрами.
Джерела електромагнітної енергії — взірцеві пристрої, які призначено для вироблення чи перетворення електромагнітної енергії, і які мають два або більше затискачів. Джерела бувають: незалежні, залежні та керовані.
Резистивне коло — електричне коло, що складається лише з резисторів, взірцевих джерел струму та зразкових джерел напруги. Якщо джерела постійні (джерела постійного струму), отримаємо коло постійного струму.

#### Гілка

Вузол1 електричного кола

Гілкою називають ділянку електричного кола з одним і тим самим струмом. Гілка складається з одного активного чи пасивного елемента або є послідовним з'єднанням декількох складників. Інакше — гілка, це з'єднання двох вузлів двополюсними елементами (двополюсниками). Якщо мережа Z, має відгалуження, тоді існують також незалежні від Z рівняння цих відгалужень. У наведеному прикладі (Гілка 1), рівняння для відгалужень після використання компонентних рівнянь, наступні:
{\displaystyle U_{z1}=R_{1}\cdot I_{1}-U_{q1}}
{\displaystyle U_{z2}=R_{2}\cdot I_{2}}
{\displaystyle U_{z3}=R_{3}\cdot I_{3}+R_{4}\cdot I_{3}-U_{q2}}

#### Вузол
Вузлом називається місце з'єднання трьох або більше гілок. Вузол вважається провідником з опором, який дорівнює нулю. Розрізняють геометричні та потенційні вузли. Геометричні вузли, що мають однакові потенціали, може бути об'єднано в один потенційний вузол.
{\displaystyle I_{1}-I_{2}+I_{3}=0}.

#### Контур
Контуром називається замкнений шлях, який проходить крізь кілька гілок і вузлів розгалуженого електричного кола (на схемі — М1 та М2).

## Вибір методу
Вибір правильного методу вимагає трохи досвіду. Якщо схема дуже проста, і вам потрібно лише розрахувати напругу або струм, то застосування одного з двох методів для простих мереж, може вирішити це, та не вимагатиме більш складних способів.
Теорема про суперпозицію, ймовірно, є найпростішим методом, але потрібно багато інших рівнянь і багато поєднань імпедансів, які значно ускладнюють завдання.
У цьому методі розраховується вплив кожного джерела окремо. Всі інші джерела вважаються не наявними, тобто джерела напруги замінюються на коротке замикання (перемичку), а джерела струму замінюють на розрив кола. У цьому разі, загальний струм і повна напруга гілки, дорівнюють сумі всіх окремих струмів і напруг на цій гілці.
Це засновано на припущенні, що повний струм або напруга являє собою лінійну суперпозицію окремих струмів і напруг відповідно. Отже, цей метод не можна використовувати за наявності нелінійних компонентів.
Зверніть увагу, що під час аналізу вузлів і циклів, також використовують неявну суперпозицію. Тому це також, дійсно лише для лінійних кіл.
Вузловий аналіз: кількість змінних напруги та систем рівнянь для розв'язання, дорівнює кількості вузлів мінус один. Будь-яке джерело напруги, приєднане до опорного вузла, зменшує кількість невідомих змінних. Цей метод дуже корисний, коли електричне коло має джерела напруги.
Контурний аналіз: кількість поточних змінних і систем рівнянь для вирішення, дорівнює кількості контурів. Будь-яке джерело струму, приєднане до контуру, зменшує кількість невідомих змінних. Однак цей спосіб не може бути використаний, коли досліджуване коло не може бути намальовано як пласка схема так, щоби жодна гілка не перетиналася з іншою. Цей метод дуже вдатний, коли у колі є джерела струму.